# ベス・トルーマン

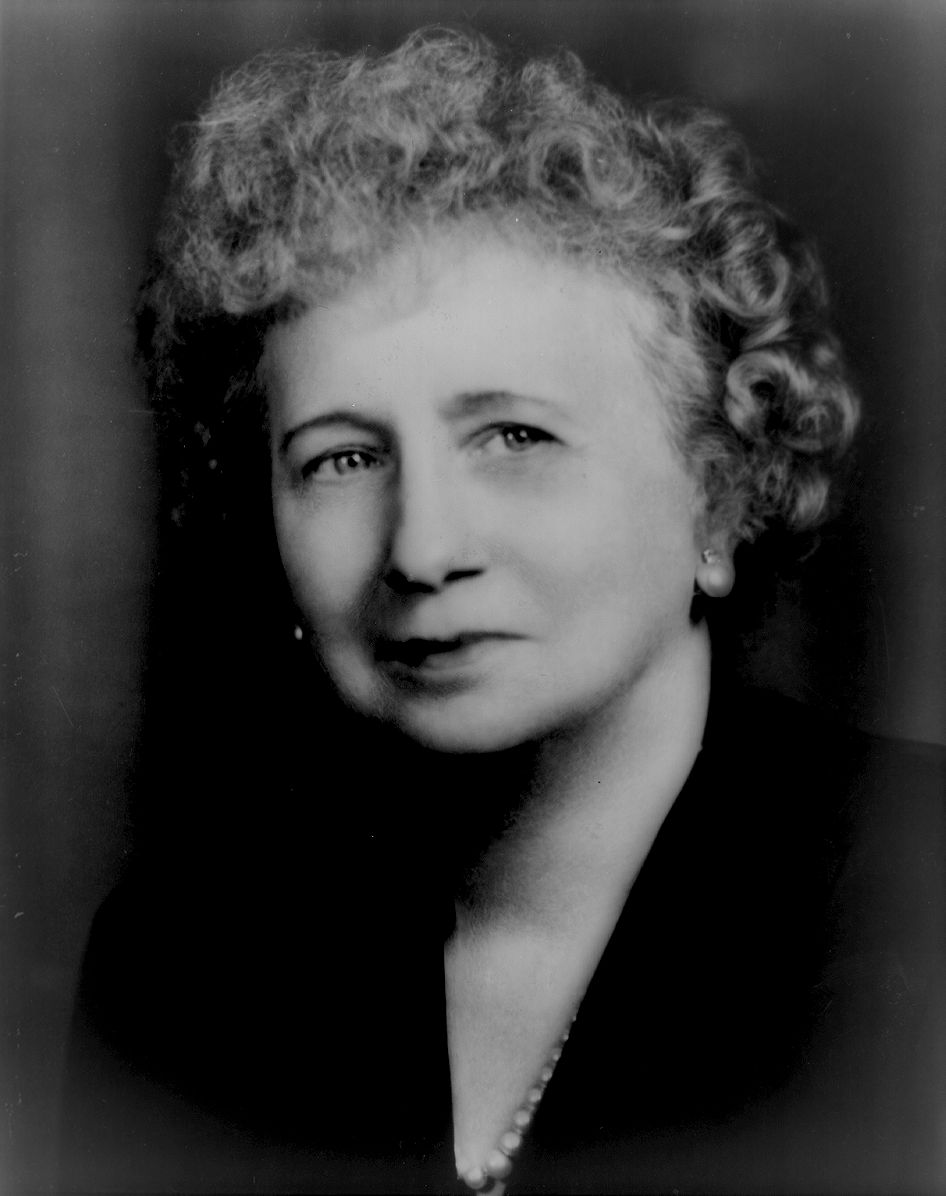
ベス・トルーマン。1950年撮影

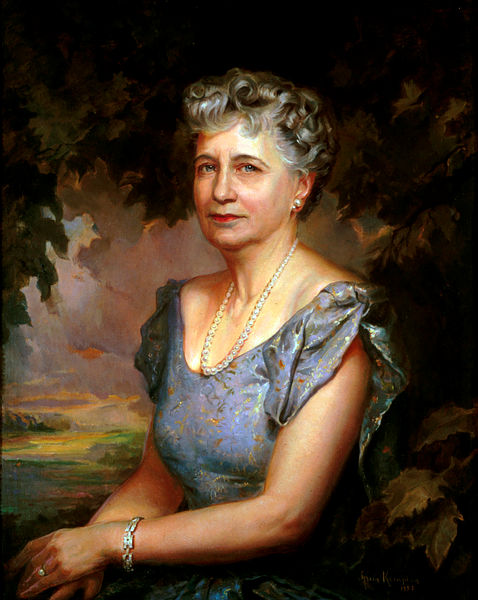
ベス・トルーマン（グレタ・ケンプトン画、ホワイトハウス所蔵）

ベス・トルーマン（英語: Bess Truman）、本名エリザベス・バージニア・トルーマン（Elizabeth Virginia Truman、旧姓ウォーレス（Wallace）、1885年2月13日 - 1982年10月18日）は、アメリカ合衆国大統領ハリー・S・トルーマンの妻。1945年から1953年までアメリカのファーストレディであった。身長5フィート4インチ（約163cm）。

## 生い立ち
エリザベスはデビッド・ウォーレスとマーガレット「マッジ」ゲイツ夫妻の娘として1885年2月13日、ミズーリ州インディペンデンスで生まれる。エリザベス・バージニアの洗礼名を与えられて、「ベッシー」の愛称で育てられた。1890年に家族とともに引っ越してきたハリー・トルーマンは、彼女に対する第一印象 -「金色のカール」と「最も美しい青い目」- を常に忘れることはなかった。彼らの知人は、トルーマンにとって「世界でたった一人の女の子」であったと語る。彼らは5年生から高校まで同じ学校に通った。
高校卒業後、エリザベスはカンザスシティでミス・バーストウ教養学校に通った。1903年に父親が自殺し、彼女は母親と暮らすためにインディペンデンスに戻った。

## 結婚と家族
第一次世界大戦がトルーマンの慎重な求愛を変えた。トルーマン中尉はエリザベスに求婚し、彼が1918年にフランスの戦場に赴く前に婚約する。彼らは1919年6月28日に結婚し、ウォーレス夫人の家で暮らし始めた。ここでエリザベスは数度の流産の後、1924年に一人娘のメアリー・マーガレットを出産した。
トルーマンが政治活動を始めたとき、エリザベスは共に演説旅行に赴き、妻として聴衆の前に現れた。1934年にトルーマンは上院議員に当選し、彼らはワシントンD.C.に移り住む。トルーマンは1944年に副大統領に選ばれ、1945年4月12日にフランクリン・ルーズベルトが急死すると大統領に就任する。エリザベスは状況の急変に落ち着いて対応し、新しいファーストレディとなる。

## ファーストレディとして
エリザベスはホワイトハウスではプライバシーが保たれないことに気がついた。
ホワイトハウスはトルーマンの2期目に再建されたが、一家はブレアハウスで生活し、最小限の公的生活を送った。夫の大統領の任期大半、エリザベスは義務として滞在しなければならなかった時期をのぞいて、ほとんどワシントンで暮らさなかった。
エリザベスは前任者のエレノア・ルーズベルトと比較された。ルーズベルト夫人と異なりエリザベスは、女性雑誌から多くの申し込みの後に1度だけ記者会見を開催した。記者会見では多くの質問が先立って提出されたが、そのほとんどが「ノー・コメント」の回答であった。エリザベスは娘のマーガレットに大統領になってほしいかとの質問には「あり得ない」と答えた。大統領が退任した後何をしたいかとの質問には「インディペンデンスに帰る」と答えた。しかし彼女は1953年の後、ワシントンに住むという考えも抱いていた。

## 後年
トルーマン一家は1953年にインディペンデンスに戻り、ノース・デラウェア街219番地での生活を再開した。トルーマンは自らの図書館を建て、回想録の執筆に取り組んだ。エリザベスは1959年に乳房切除手術を受ける。トルーマンは「彼女は、バスケットボール大の腫瘍を持っていた」と語り、エリザベスは死を覚悟したが、腫瘍は結局良性のものであった。
1972年の夫の死後、エリザベスは娘のマーガレットとその夫クリフトン・ダニエル、およびその4人の息子たちが訪れるのを楽しみにしながら静かに暮らした。彼女はミズーリ州上院議員トーマス・イーグルトンの再選運動の名誉会長になることに合意した。
エリザベスは1982年に死去し、ハリー・S・トルーマン図書館の庭にある夫の墓のそばに埋葬された。97歳で死去した彼女は最長命のファーストレディであり、その記録は未だ破られていない。彼女より長命であった大統領の親族は、1995年に104歳で死去したローズ・フィッツジェラルド・ケネディである。